# Jörg Scheller

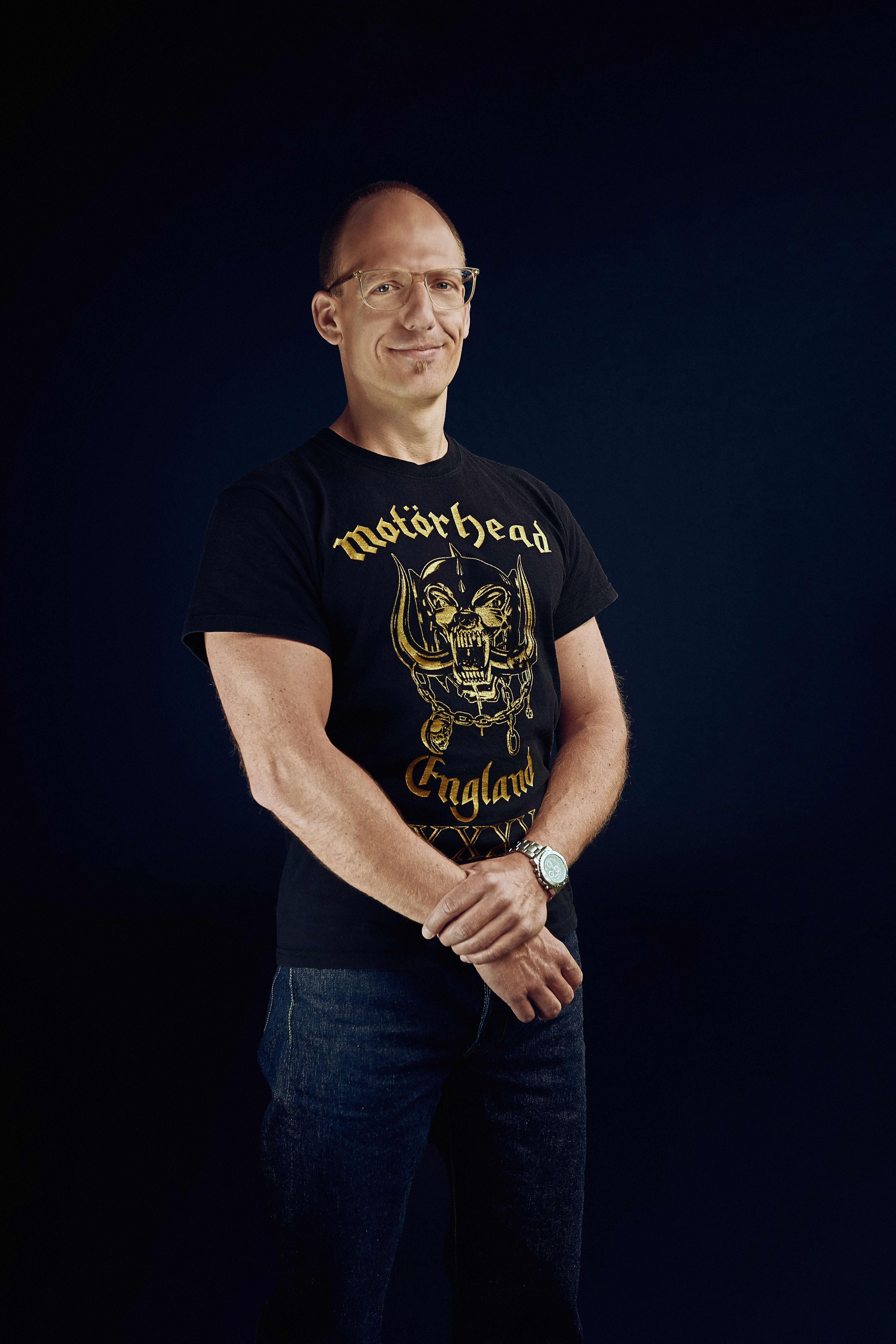
Jörg Scheller, 2021

Jörg Scheller (* 1979 in Stuttgart) ist ein schweizerisch-deutscher Kunstwissenschaftler, Journalist und Musiker. Er lehrt an der Zürcher Hochschule der Künste.

## Leben
Jörg Scheller wuchs in Korntal-Münchingen, Stadtteil Korntal, auf. Er studierte Kunstgeschichte, Philosophie, Medienkunst und Anglistik an der Universität Stuttgart, an der Staatlichen Hochschule für Gestaltung Karlsruhe (HfG) und an der Universität Heidelberg. Während des Studiums hatte er mehrere Auslandsaufenthalte in Polen. Von 2007 bis 2009 war er Stipendiat des DFG-Graduiertenkollegs Bild Körper Medium an der Staatlichen Hochschule für Gestaltung Karlsruhe. Er wurde dort mit einer geisteswissenschaftlichen Studie über Arnold Schwarzenegger 2011 promoviert. Nach Anstellungen als wissenschaftlicher Mitarbeiter am Kunsthistorischen Institut der Universität Siegen und am Schweizerischen Institut für Kunstwissenschaft wurde er 2012 auf eine Dozentur für Kunstgeschichte und Kulturtheorie an der Zürcher Hochschule der Künste (ZHdK) berufen, wo er 2013–2016 mit Marianne Mueller die Vertiefung Fotografie leitete. Seit 2015 ist er Gastprofessor an der Kunsthochschule Poznań, Polen. 2016–2020 leitete er den Bereich Theorie im Bachelor Kunst & Medien der ZHdK. 2019 wurde er auf eine Professur für Kunstgeschichte im Departement Fine Arts berufen, seit 2022 leitet er das SNF-Forschungsprojekt „Contemporary Art, Popular Culture, and Peacebuilding in Eastern Europe“ mit Teilprojekten in Polen, Armenien und der Republik Moldau. Er forscht zu Körperkultur mit Schwerpunkt Bodybuilding, Ausstellungsgeschichte, Popkultur und Popmusik. Seine Themen und Thesen präsentierte er in zahlreichen Vorträgen an internationalen Universitäten und Museen. Die NZZ porträtierte ihn 2016 als „Kreuz- und Quer-Denker“, der „Hoch- und Popkultur zu einem explosiven Ganzen kurz[schließt]“; der Metal Hammer 2020 als „de[n] stählerne[n] Professor.“ Scheller ist seit den 1990er Jahren Kraftsportler und Fitnesstrainer.
Als Journalist publiziert Scheller regelmäßig u. a. in Die Zeit, Süddeutsche Zeitung, Frankfurter Allgemeine Zeitung, Neue Zürcher Zeitung, Schweizer Monat, Geschichte der Gegenwart, Psychologie Heute, Kontext: Wochenzeitung. Sein Schwerpunkt liegt auf zeitdiagnostischen Essays und Rezensionen zu Ausstellungen in Deutschland, Frankreich, Italien, Österreich, Polen, Schweiz sowie Artikeln über Kunst, Kultur und Politik in Osteuropa. Für den Bodybuilding-Blog got-big.de verfasste er 2011 – 2015 die Kolumne ABC des Bodybuildings. 2016 wurde ihm der ADKV-Art-Cologne-Preis für Kunstkritik verliehen. Seit 2018 ist er Kolumnist der Stuttgarter Zeitung. Im Jahr 2019 wurde er Contributing Editor des Londoner Frieze Magazine, seit 2024 ist er Schweiz-Korrespondent des amerikanischen Kunstmagazins Artforum. Für Psychologie Heute verfasst er seit 2021 die Kolumne „Konsumkritik“.
Seit 2003 ist Scheller Sänger und Bassist des Heavy-Metal-Duos Malmzeit, das einen Heavy-Metal-Lieferservice betreibt. Zugleich ist er Sänger und Bassist des Heavy-Meta-Duos Malmstein, das ausschließlich Coverversionen von Malmzeit spielt. 2015 gründete er das Regressive-Rock-Duo The Silver Ants. Er ist Anhänger des undogmatischen Flügels der Straight-Edge-Szene.
Als Kurator war er an mehreren Ausstellungen beteiligt. Unter anderem war er mit Claudia Emmert Co-Kurator der Ausstellung Möglichkeit Mensch im Zeppelin Museum Friedrichshafen 2016 und Kurator der Ausstellung Building Modern Bodies. Die Kunst des Bodybuildings 2015/16 in der Kunsthalle Zürich. 2013 kuratierte er im Auftrag der Schweizer Kulturstiftung Pro Helvetia den Salon Suisse auf der 55. Biennale von Venedig. Seit 2022 ist er Mitglied der Kommission Kunst im öffentlichen Raum (KiöR) der Stadt Zürich.
Scheller bringt sich mit Analysen und Kommentaren regelmäßig in politische Debatten ein. 2002 warnte er vor einer neuen Salonfähigkeit rechter Ideologie durch „Alltagsästhetik als Deckung“ und „Intellektualisierung“ in der rechten Musikszene. 2018 argumentierte er, die vermeintlich konservative Wende des 21. Jahrhunderts sei in Wahrheit eine regressive Wende. Der AfD attestierte er 2019 eine „antideutsche Romantik“ und 2016 eine Flucht „in geistige Notdurftsgebilde des 19. und frühen 20. Jahrhunderts.“ Anstelle einer Leitkultur forderte er 2019 „eine gemeinsame Gerechtigkeitsvorstellung“ und eine liberale „Fairness in der Vielfalt“. Nominell menschenfreundlichen linken Aktivisten warf er 2017 mit Blick auf von ihm als unlauter erachtete Methoden Anverwandlung an ihre Gegner vor und kritisierte die Verharmlosung von Linkstotalitarismus und Linksextremismus.

## Publikationen (Auswahl)
Monografien und Herausgeberschaften
- Inter View Pop Comics (mit Christopher Tauber), Köln: Ehapa, 2006, ISBN 978-3-7704-0977-8
- No Sports! Zur Ästhetik des Bodybuildings. Stuttgart: Franz Steiner, 2010, ISBN 978-3-515-09713-0
- Weichspüler. Wellness in Kunst und Konsum. (Hrsg. mit Alma-Elisa Kittner und Ulrike Stoltz), Bielefeld: transcript, 2010, ISBN 978-3-8376-1579-1
- Superhelden. Zur Ästhetisierung und Politisierung menschlicher Außerordentlichkeit. (Hrsg. mit Joseph Imorde), Kritische Berichte 1/2011, Jahrgang 39
- Arnold Schwarzenegger oder Die Kunst, ein Leben zu stemmen. Stuttgart: Franz Steiner, 2012, ISBN 978-3-515-10106-6
- Anything Grows. 15 Essays zur Geschichte, Ästhetik und Bedeutung des Bartes. (Hrsg. mit Alexander Schwinghammer), Stuttgart: Franz Steiner Verlag, 2014, ISBN 978-3-515-09708-6
- Appetite for the Magnificent. Von Aquarien/On Aquaria (mit Fotografien von Tania & David Willen, deutsch- und englischsprachige Ausgabe), Zürich: Edition Patrick Frey, 2017, ISBN 978-3-906803-47-0
- Metalmorphosen. Die unwahrscheinlichen Wandlungen des Heavy Metal, Stuttgart: Franz Steiner, 2020, ISBN 978-3-515-12638-0
- Body-Bilder, Berlin: Verlag Klaus Wagenbach, 2021, ISBN 978-3-8031-3704-3
- Identität im Zwielicht. Perspektiven für eine offene Gesellschaft, München: Claudius Verlag, 2021, ISBN 978-3-532-62860-7 (2022 Wiederveröffentlichung in der Schriftenreihe der Bundeszentrale für Politische Bildung), ISBN 978-3-7425-0784-6
- (Un)Check Your Privilege. Wie die Debatte um Privilegien Gerechtigkeit verhindert, Stuttgart: S. Hirzel Verlag, 2022, ISBN 978-3-7776-3028-1
- Make Metal Small Again. 20 Jahre Malmzeit (mit Jochen Neuffer), Stuttgart: Kohlhammer Verlag, 2023, ISBN 978-3-17-043435-6

Aufsätze
- Beat Wyss & Jörg Scheller, „The Venetian Bazaar“, in: ILLUMInations, 54th International Art Exhibition La Biennale di Venezia (International Venice Biennale Art Exhibition), offiz. Ausst. Kat., Venedig: Marsilio, 2011, ISBN 978-88-317-0820-3
- „Adorning Heavy Metal. Kritische Theorie als Verstärker der Metal-Forschung“, in: Florian Heesch & Anna-Katharina Höpflinger (Hrsg.), Methoden der Heavy-Metal-Forschung. Interdisziplinäre Zugänge, Münster: Waxmann, 2014, ISBN 978-3-8309-3064-8
- „Pneumopathologie und Dividualität. Zur Auseinandersetzung mit dem Menschenbild der Moderne im Werk Benedikt Hipps“, in: Benedikt Hipp. Ich habe meinen Augen nicht getraut, auch meinen Ohren nicht, Aust. Kat. Wilhelm Hack Museum Ludwigshafen, 2015, ISBN 978-3-7356-0164-3
- „Trainscendence: Bodybuilding as Post-Sport or Meta-Sport and Post-Religion“, in: Acta Academiae Artium Vilnensis, Nr. 80/2016.
- „Wider die Gnosis: Ein Kon-Text zur Rolle der Forschung in Hans Danusers Werk“, in: Stephan Kunz und Lynn Kost (Hrsg.), Hans Danuser: Dunkelkammern der Fotografie, Göttingen: Steidl, 2017, ISBN 978-3-95829-384-7
- „Eastern Europeanizing Globalization: Polish Artists at the Venice Art Biennale and the Historical Microcosms of Globalization“, in: Beata Hock & Anu Allas (Hrsg.), Globalizing East European Art Histories. Past and Present, New York/London: Routledge, 2018, ISBN 978-1-138-05432-5
- „Civilizationist Invectivity. The Sophistication and Hybridization of Right-Wing Populism in Times of Post-Democracy, Post-Photography, and Social Media“, in: Lars Koch / Thorsten König (Hrsg.), Zwischen Feindsetzung und Selbstviktimisierung: Gefühlspolitik und Ästhetik populistischer Kommunikation, Frankfurt a. M.: Campus, 2020, ISBN 978-3-593-51198-6
- „Photographysical. If the Body Is a Battleground, then Who Is Not a War Photographer?“, in: Membrana–Journal of Photography, Theory and Visual Culture 6 (2), 2021. https://doi.org/10.47659/mj-v6n2id118
- „Apotheose der Krämerseele. Was die Optimierung des Quantified Self mit Heavy Metal, Karl Marx, dem Kirchenvater Augustinus, gotischen Kathedralen und spirituellen Bodybuildern zu tun hat“, in: Loreen Dalski/Kirsten Flöter/Lisa Keil/Kathrin Lohse/Lucas Sand/Annabelle Schülein (Hrsg.), Optimierung des Selbst. Konzepte, Darstellungen und Praktiken, Bielefeld: transcript, 2022, ISBN 978-3-8376-6134-7
- „Apopcalypse: The Popularity of Heavy Metal as Heir to Apocalyptic Artifacts“, in: Arts 12(3), 2023. https://doi.org/10.3390/arts12030120
- „The Borders of Boundlessness: A Reassessment of the Dissolution of Boundaries in the Contemporary Artworld“, in: Artium Quaestiones Nr. 35 (2024). https://doi.org/10.14746/aq.2024.35.2

## Kuratorische Projekte (Auswahl)
- ÖLMACHTGELD, Ausstellung in den Kunstarkaden München, 8. Oktober bis 1. November 2008[35]
- Le Nouveau Vague, Ausstellung in der Villa Floreal, Cadegliano, 20. November 2010 bis 2. Oktober 2011[36]
- Salon Suisse, Rahmenprogramm der Schweizer Beteiligung an der 55. Biennale di Venezia, 1. Juni bis 23. November 2013[37]
- Building Modern Bodies. Die Kunst des Bodybuildings, Ausstellung in der Kunsthalle Zürich, 21. November 2015 bis 7. Februar 2016[26]
- “I’ll Think About It Tonight”. An artistic exploration of Chisinau in 7 days, Ausstellung im Kunstraum Zpatiu, Chișinău, Republik Moldau, 25. März 2016[38]
- Möglichkeit Mensch. Körper, Sphären, Apparaturen, Zeppelin Museum Friedrichshafen, 28. April 2016 bis 9. Oktober 2016
- Metalmorphosen. Heavy Metal in Art and Culture, oxyd Kunsträume Winterthur, 9. September 2021 bis 31. Oktober 2021[39]

## CD- und LP-Veröffentlichungen (Auswahl)
- longjumpmin, Monotoaster, Chaos (Bauer Studios), 2000 (CD)
- longjumpmin, fading like as2holes, O-phon 2005 (LP)
- The Silver Ants, Shotguns & Shells, Bandcamp, 2017 (LP)
- Malmstein, Heavy Meta, Bandcamp, 2021 (EP)

## Hörspiele und Features
- 2015: Hip-Hop und Heavy Metal (Die verborgenen Hochkulturen) – Regie: Tina Klopp (Feature – DLF)
- 2019: Ethno-Diskurs und Kulturtheorie: Fairness in der Vielfalt (Feature – DLF)
- 2021: Wir haben die Macht: Warum wir eine Kultur der Schwäche brauchen (Feature – DLF)